# José Santos Godínez
José Santos Godínez Padilla (Xalisco, 1883 - Ciudad de México, 1970), político mexicano. Fue el primer gobernador constitucional del estado de Nayarit, México, durante el periodo 1917 - 1921. Toma posesión como gobernador el 1 de enero de 1918. Promulga la Constitución Política del estado el 5 de febrero de ese mismo año. 
Deja el cargo en 1919, a consecuencia de un golpe militar alentado por la poderosa Casa Aguirre en alianza con el Congreso y la Comandancia Militar. Con el apoyo de los congresistas del Plan de Agua Prieta y numerosos ciudadanos asume de nuevo el Poder Ejecutivo a partir de junio de 1920. 
Mantiene intactas las estructuras políticas, por lo que siguen generando condiciones adversas a su mandato, al grado de que tres meses antes de concluir su periodo constitucional de cuatro años solicita y le es concedida licencia para dejar la gobernatura.
Casado con Concepción Andrade, hija del terrateniente de Baja California, Guillermo Andrade, mujer con quien procreó a los de nombres María Luisa, José Santos, Miguel, Juan, Luis, Pedro y Francisco, todos de apellidos Godínez Andrade.